# Zonophora nobilis
Zonophora nobilis – gatunek ważki z rodziny gadziogłówkowatych (Gomphidae). Występuje w Amazonii w północnej części Ameryki Południowej; stwierdzono go w skrajnie południowej Wenezueli, północno-zachodniej Brazylii (stan Amazonas) oraz we wschodniej Kolumbii.
W 2023 roku, w oparciu o badania morfologiczne, z Zonophora nobilis został zsynonimizowany uznawany dotąd za osobny gatunek takson Diaphlebia richteri, opisany w 2015 roku przez Bota-Sierrę w oparciu o pojedynczego samca odłowionego w 1998 roku we wschodniej Kolumbii. W związku z tym zasięg Zonophora nobilis poszerzył się o Kolumbię.